# Szopik
Szopik (Bassariscus) – rodzaj ssaków z rodziny szopowatych (Procyonidae).

## Rozmieszczenie geograficzne
Rodzaj obejmuje gatunki występujące w Ameryce Północnej i Środkowej.

## Morfologia
Długość ciała 30–50 cm, ogona 31–55; masa ciała 0,7–1,2 kg.

## Systematyka
Rodzaj zdefiniował w 1830 roku niemiecki lekarz, podróżnik, botanik i zoolog Martin Lichtenstein w artykule poświęconym nowemu rodzajowi szopowatych opublikowanym na łamach Isis von Oken. Gatunkiem typowym jest (oznaczenie monotypowe) szopik pręgoogonowy (B. astutus). Jednak nazwa którą utworzył Lichtenstein – Bassaris – okazałą się młodszym homonimem rodzaju motyli opisanego w 1821 roku, dlatego w 1887 roku amerykański chirurg, historyk, ornitolog i pisarz Elliott Coues nadał rodzajowi ssaków nową nazwę – Bassariscus.

### Etymologia
- Bassaris: gr. βασσαρις bassaris, βασσαριδος bassaridos ‘lis’[10].
- Bassariscus: gr. βασσαρις bassaris, βασσαριδος bassaridos ‘lis’; łac. przyrostek zdrabniający -iscus[10].
- Mambassaris i Mambassariscus: modyfikacja zaproponowana przez meksykańskiego przyrodnika Alfonso Luisa Herrerę w 1899 roku polegająca na dodaniu do nazwy rodzaju przedrostka Mam (od Mammalia)[11].

### Podział systematyczny
Do rodzaju należą następujące występujące współcześnie gatunki:
| Grafika | Gatunek                 | Autor i rok opisu       | Nazwa zwyczajowa    | Podgatunki     | Rozmieszczenie geograficzne | Podstawowe wymiary                       | Status IUCN |
| ------- | ----------------------- | ----------------------- | ------------------- | -------------- | --- | ---------------------------------------- | ----------- |
|         | Bassariscus astutus     | (H. Lichtenstein, 1830) | szopik pręgoogonowy | 14 podgatunków | południowo-zachodnie Stany Zjednoczone (na południe od Oregonu, południowe Wyoming i Kansas) do Meksyku (Oaxaca) oraz wyspy Zatoki Kalifornijskiej; zakres wysokości: 0–2900 m n.p.m. | DC: 30–37 cm DO: 31–44 cm MC: 0,8–1,1 kg | LC          |
|         | Bassariscus sumichrasti | (de Saussure, 1860)     | szopik dżunglowy    | 5 podgatunków  | południowy Meksyk (na południe od Veracruz i Guerrero), Belize i Gwatemala do Panamy; zakres wysokości: do 2700 m n.p.m.                                                              | DC: 38–50 cm DO: 39–55 cm MC: 0,7–1,2 kg | LC          |

Kategorie IUCN:  LC  – gatunek najmniejszej troski.
Opisano również gatunki wymarłe z Ameryki Północnej:
- Bassariscus antiquus Matthew & H.J. Cook, 1909[15] (miocen)
- Bassariscus casei Hibbard, 1952[16] (pliocen)
- Bassariscus lycopotamicus (Cope, 1879)[17] (?)
- Bassariscus minimus Baskin, 2004[18] (miocen)
- Bassariscus ogallalae Hibbard, 1933[19] (pliocen)
- Bassariscus parvus E.R. Hall, 1927[20] (miocen)
- Bassariscus rexroadensis Hibbard, 1950[21] (pliocen)